# Henryk Kocój
Henryk Kocój (ur. 3 marca 1931 w Oświęcimiu, zm. 4 listopada 2024) – polski historyk, prof. dr hab.

## Życiorys
Syn Mieczysława i Heleny z domu Kotlarskiej. Wnuk powstańca styczniowego Jana Kotlarskiego.
Związany z Instytutem Historii Uniwersytetu Śląskiego oraz Katedrą Humanistycznych Podstaw Kultury Fizycznej Akademii Wychowania Fizycznego im. Jerzego Kukuczki w Katowicach. Zajmuje się historią nowożytną Polski i powszechną XVII i XVIII w. (w szczególności tematyką trzech rozbiorów Polski).
Absolwent historii Uniwersytetu Jagiellońskiego (studiował w latach 1950–1954). W trakcie studiów aktywny członek Koła Historyków Studentów UJ (był jego prezesem w latach 1953–1954). Praca magisterska pt. „Francja a powstanie Kościuszkowskie” (1954). Rozprawa doktorska pt. „Prusy a Powstanie Listopadowe” (1961), habilitacyjna pt. „Saksonia a Polska w czasie Sejmu Czteroletniego” (1976). Od roku był 1980 profesorem zwyczajnym Uniwersytetu Śląskiego.
W latach 1958–1965 pracował na Uniwersytecie Jagiellońskim, w 1965–1976 wykładał w ówczesnej Wyższej Szkole Pedagogicznej w Krakowie. Od 1976 do 2005 wykładał w Instytucie Historii Uniwersytetu Śląskiego.

## Wybrane publikacje

### Prace naukowe
- Śląsk a insurekcja kościuszkowska, Katowice 1986
- Zaborcy wobec Konstytucji 3 Maja, Katowice 1991
- Der Untergang des Mai – Verfassung vom 1791 im Lichte der Korrespondenz Friedrich Wilhelm II mit dem Preußischen Gesandten Girolamo Lucchesini, Katowice 1999
- Elektor saski Fryderyk August III wobec Konstytucji 3 Maja, Kraków 1999
- Prusy wobec powstania kościuszkowskiego, Katowice 1999
- Konstytucja 3 Maja w relacjach posła austriackiego w Warszawie Benedykta de Cachégo, Katowice 1999
- Konstytucja 3 Maja w relacjach posła saskiego Franciszka Essena, Katowice 1999
- Problem sukcesji saskiej w latach 1791–1792 w świetle ówczesnej korespondencji dyplomatycznej z Drezna i Merseburga (wybór materiałów archiwalnych), Katowice 1999
- Dyplomacja pruska w przeddzień II rozbioru Polski (wybór materiałów archiwalnych), Katowice 2000
- Beiträge zur Preussens Stellung gegenüber dem Kościuszko- Aufstand vom Jahre 1794. Ausgewählte Probleme, Katowice 2000
- Od Sejmu Wielkiego do powstania listopadowego. Wybór materiałów źródłowych, artykułów i recenzji, Kraków 2002
- Targowica i sejm grodzieński 1793 w relacjach posła pruskiego Ludwiga Buchholtza, Kraków 2005
- Berlin wobec Konstytucji 3 maja, Kraków 2007
- Relacje posła pruskiego Ludwiga Buchholtza o insurekcji kościuszkowskiej, Kraków 2007
- Upadek Konstytucji 3 maja w świetle korespondencji Fryderyka Wilhelma II z posłem pruskim, Katowice 2008
- Austria wobec Konstytucji 3 maja, Kraków 2008
- Plany II rozbioru Polski w polityce Berlina w latach 1791–1792, Katowice 2008
- Dyplomaci sascy wobec Sejmu Wielkiego, Kraków 2016

## Nagrody i odznaczenia
- Krzyż Kawalerski Orderu Odrodzenia Polski,
- Złoty Krzyż Zasługi,
- zasłużony dla Miasta Krakowa,
- kilka nagród I stopnia Rektora UŚ w Katowicach za działalność naukową.